# Stade Pierre-de-Coubertin

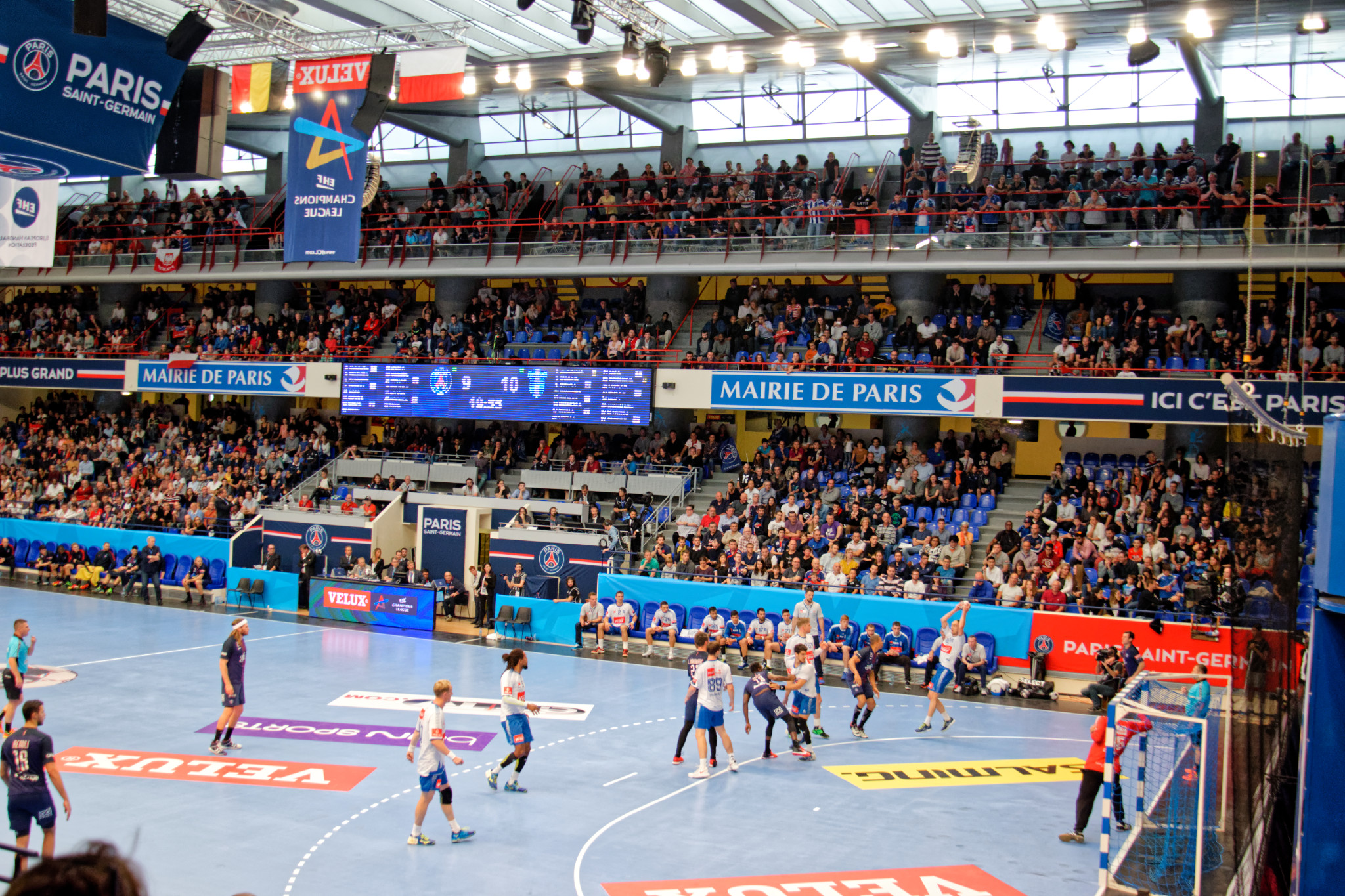

Het Stade Pierre-de-Coubertin is een multifunctioneel sportcomplex met meerdere arena's in Parijs. 
De grootste van de drie arena's biedt plaats aan 4.016 toeschouwers bij handbal-, badminton-, tennis- en basketbalwedstrijden en 4.836 toeschouwers bij boksgevechten. Het gebouw bevat ook twee kleinere arena's en andere sportzalen, naast evenementeninfrastructuur. 
Het bouwwerk ligt in het 16e arrondissement dicht tegen de uiterst zuidwestelijke stadsgrenzen en de gemeente Boulogne-Billancourt. 
Het Stade werd ingehuldigd in 1937, bij de opening van de wereldtentoonstelling van 1937 en kreeg nog tijdens het verloop van de wereldtentoonstelling direct na het overlijden van Pierre de Coubertin, de naam van deze Franse grondlegger van de moderne Olympische Spelen en tweede voorzitter van het Internationaal Olympisch Comité. Het werd na oorlogsschade herbouwd na de Tweede Wereldoorlog en kreeg ook in 1990 en 2016 renovaties.
De arena is de locatie van vele sportevenementen, en wordt vast bespeeld door Paris Saint-Germain Handball. Voorheen was het ook de thuiszaal van Paris Basket Racing en Levallois Sporting Club Basket en van 1994 tot 2014 de locatie van het WTA-toernooi van Parijs. Daarnaast is het ook de locatie van de Franse wedstrijden van de BWF Super Series, en vonden er de Wereldkampioenschappen judo 1982 en de Europese kampioenschappen judo 1987 plaats.  Het complex was initieel voorzien als locatie tijdens de Olympische en Paralympische Zomerspelen 2024, maar werd uiteindelijk alleen voor de Paralympische Zomerspelen van 2024 gebruikt voor het Goalball. Basketbal op de Olympische Zomerspelen 2024 ging door in de Bercy Arena.
Het sportcomplex wordt bereikt via het metrostation Porte de Saint-Cloud bediend door de Parijse metrolijn 9.